# Rushton Coulborn
Arthur Percy Rushton Coulborn  (* 14. Juli 1901 in Alderley Edge; † 17. April 1968 in Bradford (Massachusetts)) war ein amerikanischer Historiker englischer Herkunft.

## Leben
Coulborn studierte in Oxford sowie in Frankreich, Deutschland und Amerika. 1927 oder 1928 wurde er Forschungsassistent von Arnold J. Toynbee. 1931 wurde Coulborn mit einer Dissertation The Economic and Political Preliminaries of the Crusade of Henry Despenser, Bishop of Norwich, in 1383. promoviert. 1939 erhielt er einen Lehrstuhl für Geschichte und Vorgeschichte an der Atlanta University, wo er bis 1965 Dekan der Geschichtswissenschaftlichen Fakultät war.
Sein wissenschaftliches Hauptthema war vergleichende Geschichtswissenschaft unter Einbeziehung der Ethnologie. Hierbei ging er von der Grundthese aus, dass eine Beschäftigung mit der Geschichte auf sozial- und kulturgeschichtlicher Basis erfolgen sollte. Eine bloße Geschichtsbetrachtung, die auf das Nacherzählen größerer (vor allem politischer) Ereignisse aufbaut, sei nicht ausreichend. Ein zentrales Werk stellt The Origin of civilized societies (1959) dar, das auch ins Deutsche übersetzt wurde und thematisch an seine Zeit mit Toynbee anknüpft (vgl. dessen Hauptwerk Der Gang der Weltgeschichte).
Coulborns Ehe mit seiner ersten Frau Florence wurde noch in England geschieden, er hatte mit ihr ein Kind. Seit 1937 war er mit Helen McIntosh verheiratet, die als Englisch-Dozentin an der Atlanta University arbeitete und mit der er fünf Kinder hatte, sie starb 1962 bei einem Autounfall. Später war Coulborn mit der deutschstämmigen Soziologin Imogen Seger verheiratet, die 1953 für ihr Studium ins Land gekommen war. Wie aus einer Danksagung Segers in ihrer Abschlussarbeit von 1957 hervorgeht, kannten sie sich bereits zu diesem Zeitpunkt länger. Vermutlich im Anschluss an Coulborns Tod kehrte sie wieder nach Deutschland zurück. Coulborns Nachlass wurde von ihr 1974 der Princeton University übergeben.

## Schriften (Auswahl)
- International Security (mit Edvard Beneš und Arthur Feiler, Herausgeber: Walter H. C. Laves), The University of Chicago Press, Chicago 1939
- The origin of civilized societies, Princeton University Press, Princeton 1959 (dt. Übersetzung Der Ursprung der Hochkulturen. Kohlhammer, Stuttgart 1962 (= Urban Bücher 65))

Als Herausgeber:
- Feudalism in history, Princeton University Press, Princeton 1956 (mit Vorwort von Alfred Kroeber)